# Pararge iwatensis
Pararge iwatensis är en fjärilsart som beskrevs av Okano 1954. Pararge iwatensis ingår i släktet Pararge och familjen praktfjärilar. Inga underarter finns listade i Catalogue of Life.